# Grzegorz Filipowski
Grzegorz Filipowski (Łódź, 28 de julho de 1966) é um ex-patinador artístico polonês, que competiu no individual masculino. Ele foi conquistou a medalha de bronze no Campeonato Mundial de 1989, uma medalha de prata e uma de bronze em campeonatos europeus e foi hexacampeão do campeonato nacional polonês. Filipowski disputou os Jogos Olímpicos de Inverno de 1984, de 1988 e de 1992 terminando na décima segunda, quinta e décima primeira posições, respectivamente.

## Principais resultados
| Resultados                                            | Resultados    | Resultados      | Resultados      | Resultados        | Resultados       | Resultados        | Resultados        | Resultados        | Resultados    | Resultados        | Resultados       | Resultados       | Resultados      | Resultados    |
| Internacional                                         | Internacional | Internacional   | Internacional   | Internacional     | Internacional    | Internacional     | Internacional     | Internacional     | Internacional | Internacional     | Internacional    | Internacional    | Internacional   | Internacional |
| Evento/Temporada                                      | 1979– 1980    | 1980– 1981      | 1981– 1982      | 1982– 1983        | 1983– 1984       | 1984– 1985        | 1985– 1986        | 1986– 1987        | 1987– 1988    | 1988– 1989        | 1989– 1990       | 1990– 1991       | 1991– 1992      |               |
| ----------------------------------------------------- | ------------- | --------------- | --------------- | ----------------- | ---------------- | ----------------- | ----------------- | ----------------- | ------------- | ----------------- | ---------------- | ---------------- | --------------- | ------------- |
| Jogos Olímpicos                                       |               |                 |                 |                   | 12.º             |                   |                   |                   | 5.º           |                   |                  |                  | 11.º            |               |
| Campeonato Mundial                                    | 15.º          | 11.º            | 13.º            |                   | 11.º             | 7.º               | 13.º              | 5.º               | 4.º           | Medalha de bronze | 4.º              |                  | 12.º            |               |
| Campeonato Europeu                                    |               | 7.º             | 9.º             | 8.º               | 8.º              | Medalha de bronze | 5.º               | 4.º               | 4.º           | Medalha de prata  | 4.º              |                  | 5.º             |               |
| Grand Prix International de Paris                     |               |                 |                 |                   |                  |                   |                   |                   |               | Medalha de prata  | Medalha de prata |                  | 6.º             |               |
| NHK Trophy                                            |               |                 | 4.º             | Medalha de bronze |                  |                   |                   |                   |               |                   |                  | Medalha de prata | Medalha de ouro |               |
| Skate America                                         |               |                 |                 |                   |                  |                   |                   | 4.º               |               |                   |                  |                  |                 |               |
| Skate Canada International                            |               |                 |                 |                   | Medalha de prata | Medalha de prata  | Medalha de bronze | Medalha de bronze |               |                   |                  | Medalha de prata |                 |               |
| Nacional                                              |               |                 |                 |                   |                  |                   |                   |                   |               |                   |                  |                  |                 |               |
| Campeonato Polonês                                    |               | Medalha de ouro | Medalha de ouro | Medalha de ouro   | Medalha de ouro  | Medalha de ouro   | Medalha de ouro   |                   |               |                   |                  |                  |                 |               |
|                                                       |               |                 |                 |                   |                  |                   |                   |                   |               |                   |                  |                  |                 |               |
| Legenda: Competição não foi disputada nesta temporada |               |                 |                 |                   |                  |                   |                   |                   |               |                   |                  |                  |                 |               |